# Центральный Мичиганский университет
Центральный мичиганский университет (англ. Central Michigan University; сокращенное название CMU) — общественный университет, расположенный в городе Маунт-Плезант, штат Мичиган, США. Основан в 1892 году. В университете учатся около 28000 студентов и аспирантов, в том числе 20000 получают степень бакалавра. Отделения университета расположены в 15 штатах и 10 зарубежных странах. Семь факультетов университета предлагают студентам степени по 27 специальностям.

## Структура университета
Центральный мичиганский университет предлагает студентам получить образование в следующих колледжах (факультетах):
- Колледж делового администрирования
- Колледж коммуникаций и изобразительных искусств
- Колледж образования и социальных служб
- Колледж медицинских профессий им. Герберта и Грейс Доу
- Колледж гуманитарных, социальных и поведенческих наук
- Колледж науки и технологии
- Медицинская школа
- Аспирантура

## Известные выпускники
- Тим Аллен
- Джефф Дэниэлс
- Терри О’Куинн
- Гроган, Джон
- Шумейкер, Питер
- Каман, Крис
- Хаффман, Нейт
- Фергюсон, Тони

См. также: Категория:Выпускники Центрального Мичиганского университета